# Mary Flaherty
Mary Flaherty (* 17. Mai 1953 in Dublin, Irland) ist eine frühere irische Politikerin der Fine Gael.

## Biografie
Mary Flaherty studierte am University College Dublin und arbeitete nach dem Abschluss an einer weiterführenden Schule. 1980 heiratete sie Alexis FitzGerald junior (1945–2015), ebenfalls ein Politiker der Fine Gael, mit dem sie vier Kinder hat. Bereits bei ihrem ersten Versuch, in den Dáil Éireann als Teachta Dála einzuziehen, war sie im Wahlkreis Dublin North-West erfolgreich. Von 1981 bis 1997 gehörte sie ununterbrochen dem Dáil an. 
Taoiseach Garret FitzGerald ernannte Flaherty am 30. Juni 1981 zur Staatsministerin für Armuts- und Familienfragen im Sozialministerium. Mit dem Regierungswechsel endete dieses Amt bereits am 9. März 1982. 
Nach ihrem Ausscheiden aus dem Dáil arbeitete sie von 1999 bis 2019 als Geschäftsführerin bei der Organisation „Children at risk in Ireland“, die sich für Opfer von Kindesmissbrauch einsetzt.

## Quelle
- Eintrag auf der Homepage des Oireachtas